# Eu Não Sei Dizer Que Eu Não Te Amo
"Eu Não Sei Dizer Que Eu Não Te Amo" é uma canção da dupla sertaneja Edson & Hudson com participação do cantor americano Kenny Rogers. O lançamento oficial aconteceu no dia 16 de maio de 2006 nas rádios de todo Brasil. A canção está presente no álbum da dupla Duas Vidas, Dois Amores, e já havia sido lançada por Kenny nos Estados Unidos com o nome de "I Can't Unlove You" em seu vigésimo sexto álbum Water & Bridges, lançado em 2005. A nova versão foi gravada com Edson & Hudson cantando uns trechos em português e Kenny cantando outros em inglês. A canção também foi escolhida para fazer parte da trilha sonora da novela Luz do Sol da RecordTV.

## Antecedentes
O vídeo da música apresenta trechos do clipe da versão original gravada por Kenny Rogers e mais alguns trechos de Edson & Hudson em estúdio na gravação da música. Segundo Edson, a EMI queria trabalhar a imagem de Kenny Rogers no Brasil e talvez traria o cantor para alguns shows no país, o que facilitou a parceria. "Mas mesmo com música e videoclipe juntos, nunca vimos Rogers pessoalmente, foi tudo feito por correspondência", afirma.

## Desempenho nas paradas
O single estreiou na parada musical brasileira no dia 03 de junho de 2006, e alcançou a posição máxima de #7.

### Posições
| País   | Parada         | Melhor posição |
| ------ | -------------- | -------------- |
| Brasil | Brasil Hot 100 | 7              |